# Bătălia de la Fano
Bătălia de la Fano sau bătălia de la Fanum Fortunae s-a dat în 271 între armatele învingătoare ale Imperiului Roman și cele învinse ale alemanilor.
Romanii au fost conduși de împăratul Aurelian. Aurelian a fost învins de către alemani în bătălia de la Placentia din 271, dar și-a refăcut trupele, și a început urmărirea alemanilor. În cele din urmă, armata romană i-a prins și obligat pe alemani la luptă pe râul Metaurus, în apropriere de Fano. Momentul crucial al luptei a fost împingerea liniei germane înspre râu, mulți germanici înecându-se. Germanii au reușit, în ciuda pierderilor, să fugă la nord, revenind pe via Emilia, aducând cu ei o mare parte din prada. Aurelian îi urmărește până la Pavia, unde va obține victoria decisivă. 